# Kalmar Länstidning (1915–1918)
Kalmar Länstidning var en dagstidning utgiven i Kalmar åren 1915-1918.
Tidningens fullständiga titel var Kalmar läns-tidning /De frisinnades tidning för Kalmar län och Öland. Redaktionen satt i Kalmar hela tiden 1915-1918 och tidningen var frisinnad. Ansvarig utgivare och redaktör var samme person.
| Period                 | Ansvarig utgivare       | Titel      |
| 1915-09-29--1918-06-22 | Ljungquist, Frans David | redaktören |

Tidningen var fyradagarstidning utgiven på eftermiddagen till 1916 men växlade till morgonutgåva 1916, men blev sedan 6 dagars tidning. 25 juni 1918 går tidningen upp i Kalmar - Kalmar Läns tidning (1918) En annan tidning som gick upp i denna var  tidningen Kalmar (grundad 1864)

## Tryckning
Tryckfärg var bara  svart på en satsyta som inledningsvis var stor sedan  51x 37 cm. Typsnitt var antikva. Antalet sidor varierade från 4 -8. Tryckeri  var 1915-12-01--1916-11-29 Kalmar länstidnings tryckeri och sedan 1916-12-01--1918-06-22 AB Kalmar länstidnings tryckeri. Upplagan var 6000 exemplar. Priset för tidningen var 3:50 1916 och 8 kr 1918.